# Orthotrichum patens
Orthotrichum patens là một loài rêu trong họ Orthotrichaceae. Loài này được Bruch & Brid. mô tả khoa học đầu tiên năm 1827.